# Cryptocanthon gilli
Cryptocanthon gilli là một loài bọ cánh cứng trong họ Bọ hung (Scarabaeidae).